# Cristian Deville
Cristian Deville (Cavalese, 3 januari 1981) is een Italiaanse alpineskiër. Hij vertegenwoordigde zijn vaderland op de Olympische Winterspelen 2010 in Vancouver.

## Carrière
Deville maakte zijn wereldbekerdebuut in januari 2003 in Kranjska Gora, ruim een jaar later scoorde hij in Sankt Anton am Arlberg zijn eerste wereldbekerpunten. In februari 2007 behaalde de Italiaan in Garmisch-Partenkirchen zijn eerste toptienklassering, in december 2011 stond hij in Beaver Creek voor het eerst op het podium van een wereldbekerwedstrijd. Op 22 januari 2012 boekte Deville in Kitzbühel zijn eerste wereldbekerzege.
Deville nam in zijn carrière drie keer deel aan de wereldkampioenschappen alpineskiën, zijn beste resultaat was de zevende plaats op de slalom op de wereldkampioenschappen alpineskiën 2011 in Garmisch-Partenkirchen.
Tijdens de Olympische Winterspelen van 2010 in Vancouver wist hij niet te finishen op de slalom.

## Resultaten

### Olympische Spelen
| Jaar | Plaats    | Resultaten |
| ---- | --------- | ---------- |
| 2010 | Vancouver | DNF Slalom |

### Wereldkampioenschappen
| Jaar | Plaats      | Resultaten |
| ---- | ----------- | ---------- |
| 2005 | Bormio      | DNF Slalom |
| 2007 | Åre         | DNF Slalom |
| 2011 | Garmisch-P. | 7e Slalom  |

### Wereldbeker

#### Eindklasseringen
| Seizoen   | Algm | SL  |
| --------- | ---- | --- |
| 2003/2004 | 121e | 51e |
| 2004/2005 | 84e  | 31e |
| 2005/2006 | 74e  | 27e |
| 2006/2007 | 54e  | 17e |
| 2007/2008 | 39e  | 11e |
| 2008/2009 | 86e  | 30e |
| 2009/2010 | 83e  | 27e |
| 2010/2011 | 36e  | 11e |
| 2011/2012 | 23e  | 4e  |
| 2012/2013 | 73e  | 25e |
| 2013/2014 | 93e  | 34e |
| 2014/2015 | 109e | 34e |
| 2017/2018 | 127e | 42e |

#### Wereldbekerzeges
| Datum           | Plaats    | Onderdeel |
| --------------- | --------- | --------- |
| 22 januari 2012 | Kitzbühel | Slalom    |